# Me vas a echar de menos
Me vas a echar de menos (Atrévete) es el título del 11°. álbum de estudio en solitario grabado por intérprete venezolano José Luis Rodríguez "El Puma". La mayoría de las canciones las compuso el dúo de Pablo Herrero y José Luis Armenteros, excepto "Pavo real" y el tema grabado en segunda versión "Se busca" de los cantautores venezolanos César Arrechedera Amador, apodado "César del Ávila"  y Fernando Alberto Toussaint Cedeño, apodado "Fernando Touzent", respectivamente. Fue producido por la empresa española Ariola Eurodisc, cuyo catálogo pasó posteriormente a la actual Sony Music Entertainment.

## Lista de canciones
| Me vas a echar de menos (Atrévete) |                                                                    |                                                      |          |  |
| N.º                                | Título                                                             | Escritor(es)                                         | Duración |  |
| 1.                                 | «Atrévete (Crucemos el Jordán)»                                    | Pablo Herrero · José Luis Armenteros                 | 3:30     |  |
| 2.                                 | «Adivina de donde soy»                                             | Pablo Herrero · José Luis Armenteros                 | 4:08     |  |
| 3.                                 | «Sólo espero que me perdones»                                      | Pablo Herrero · José Luis Armenteros                 | 3:22     |  |
| 4.                                 | «Amar es algo más»                                                 | Pablo Herrero · José Luis Armenteros                 | 3:43     |  |
| 5.                                 | «Pavo real»                                                        | Cesar Arrechedera Amador (César del Ávila)           | 3:48     |  |
| 6.                                 | «Me vas a echar de menos»                                          | Pablo Herrero · José Luis Armenteros                 | 3:52     |  |
| 7.                                 | «Siempre acabo por llorar»                                         | Pablo Herrero · José Luis Armenteros                 | 4:41     |  |
| 8.                                 | «Te quiero abrazar»                                                | Pablo Herrero · José Luis Armenteros                 |          |  |
| 9.                                 | «Se busca» (Segunda versión. Previamente grabada por el cantante.) | Fernando Alberto Touissant Cedeño (Fernando Touzent) | 3:48     |  |

## Créditos[3]
- MECENAS (Pablo Herrero y Jose Luis Armenteros): Dirección Artística
- Eduardo Leyva: Arreglos
- Pepe Loeches: Técnico de grabación
- Juan Manuel Arijo: Asistente de grabación
- Mauricio Mutis: diseño del álbum

No existen créditos de los músicos y coros participantes.